# SN 1992bs
SN 1992bs – supernowa typu Ia odkryta 29 grudnia 1992 roku w galaktyce A032927-3716. Jej maksymalna jasność wynosiła 18,33m.